# Wapen van Nuis-Niebert
Het wapen van Nuis-Niebert werd in 2011 door de dorpen Nuis en Niebert aangenomen. Het wapen bestaat uit het wapen van de familie Iwema, bewoners van het Iwema-steenhuis te Niebert, en het wapen van de familie Fossema, bewoners van de Fossemaheerd (Coendersborg) te Nuis.

## Blazoenering
De blazoenering van het wapen luidt als volgt:
Golvend gedeeld, 1. van azuur, een hart, overtopt met een kroon, de fleurons elk versierd met een parel, doorboord met twee gekruiste pijlen met de punt naar onderen, alles van goud. 2. van goud beladen met drie onder elkaar schuin geplaatste vissen van azuur.

### Symboliek
De golvende delingslijn symboliseert het belang van het Oud Diep voor Nuis en Niebert. De linker helft van het wapen heeft een vlak van azuur met het in goud uitgevoerde wapen van de familie Iwema, welke het steenhuis te Niebert bewoonde. Dit wapen bestaat uit een gekroond hart, doorboord door twee gekruiste pijlen. Dit is waarschijnlijk ontleend aan het klooster Maria's Poort op de Kuzemer. In 1204 stichtte het klooster van Dokkum hier een vrouwenklooster dat leefde volgens de regels van Augustinus. Het symbool van Augustinus is een vlammend of doorboord hart.
De rechterhelft geeft het wapen van de familie Fossema weer. Deze familie bewoonde de Fossemaheerd te Nuis die samen met de Harkemaplaats en Heringheplaats uitgroeide tot de Coendersborg. Het wapen van deze familie bestond uit een balk met drie schuingeplaatste vissen met daarboven twee morenhoofden en onder een, eveneens voerde zij een morenhoofd als helmteken. Het wapen van de adellijke familie Clant kende ook een balk met drie vissen.
Het doorboorde hart wordt zowel door leden van de familie Iwema, Auwema als Fossema gebruikt. Eveneens worden de drie morenhoofden ook door de familie Auwema gebruikt. Deze families hadden onderling banden en wellicht vormden zij oorspronkelijk één familie. Het doorboorde hart is ook symbool van Maria en een theorie luidt dat het klooster op de Kuzemer deze families mogelijk landerijen schonk voor hun verdiensten bij een kruistocht. Zo voerde de Friese familie Roorda na een bijdrage aan een kruistocht ook een morenhoofd in het wapen.

### Het oude wapen
Het oude wapen wordt gekenmerkt door de smalle golvende band van goud, welke de zandrug voorstelt waar de dorpen Nuis en Niebert op liggen. Het azuur verbeeldt het water dat belangrijk was voor het ontstaan van de dorpen. Sommige opstrekkende heerden in Nuis en Niebert werden versterkt en zo ontstonden er steenhuizen welke op het wapen terugkomen als kantelen onder het schildhoofd van keel.